# بامدرة (الملاجم)

تعديل مصدري - تعديل

بامدرة هي إحدى قرى عزلة ال غشام الملاجم بمديرية الملاجم التابعة لمحافظة البيضاء، بلغ تعداد سكانها 305 نسمة حسب تعداد اليمن لعام 2004.